# Pantagrueline prognostication
La Pantagrueline prognostication est une parodie astrologique de Rabelais, initialement parue en 1532, puis profondément remaniée pour les éditions de 1533, 1535, 1537, 1538, avant que ne paraisse une version définitive pour « l'an perpetuel » en 1542.

## Une parodie à destination populaire
Se développant avec un grand succès au XVIe siècle grâce à l'essor de l'imprimerie, les pronostications relèvent de la littérature de colportage et plus particulièrement de l'astrologie « divinatrice » ou « judiciaire », destinées à prédire l'avenir par les mouvements des planètes. Par réaction, il existe des pronostications sérieuses ou rigolardes destinées à lutter contre les superstitions véhiculées par les premières. Rabelais, bien qu'astrologue réputé, s'inscrit dans cette dernière perspective par ce petit opuscule afin de fustiger joyeusement les dérives d'une science alors peu distincte de l'astronomie.

« Considerant infiniz abus estre perpetrez à cause d'un tas de Prognostications de Lovain, faictes à l'ombre d'un verre de vin, je vous en ay presentement calculé une la plus sceure et veritable que feut oncques veue, comme l'experience vous le demonstrera. Car sans doubte veu que dict le Prophete Royal, Psal. v. à Dieu : « Tu destruyras tous ceulx qui disent mensonges », ce n'est legier peché de mentir à son escient et abuser le pauvre monde curieux de sçavoir choses nouvelles. »

— François Rabelais, Prognostication pour l'an perpetuel
Sous prétexte de révéler les événements à venir dans le gouvernement, les maladies, les moissons, la félicité des peuples et le cours des saisons, le récit prévoit des évidences et se livre à des conseils absurdes tout en éreintant au passage ceux qui abusent de la crédulité des autres. L'évangélisme de la Renaissance, pas plus que le catholicisme traditionnel, n'accepte la prétention de connaître la volonté divine et l'encouragement au fatalisme. En outre, l'humaniste tourangeau répond aux partisans de Charles Quint qui justifient la politique hégémonique de l'empereur en affirmant qu'elle se lisait dans le ciel.

« La plus grande folie du monde est penser qu'il y ayt des astres pour les Roys, Papes et gros seigneurs, plustot que pour les pauvres, et souffreteux, comme si de nouvelles estoilles avoient esté créez depuis le temps du deluge, ou de Romulus, ou de Pharamond, à la nouvelle creation des Roys : ce que Triboulet, ny Caihette ne diroient : qui ont esté toustefois gens de hault sçavoir, et grand renom. »

— François Rabelais, Prognostication pour l'an perpetuel

### Ouvrages
- François Rabelais (édition établie, présentée et annotée par Mireille Huchon avec la collaboration de François Moreau), Œuvres complètes, Paris, Gallimard, coll. « Bibliothèque de la Pléiade », 1994, 1801 p. (ISBN 2-07-011340-X)
- François Rabelais (textes introduits et commentés par M. A. Screech), Pantagrueline prognostication pour l'an 1533. Almanachs pour les ans 1533, 1535 et 1541. La Grande et vraye pronostication nouvelle de 1544, Paris et Genève, Droz, coll. « Textes littéraires français » (no 215), 1974, XXXVIII-180 p. (présentation en ligne)
- Michael Screech (trad. de l'anglais), Rabelais, Paris, Gallimard, coll. « Tel », 1992, 640 p. (ISBN 978-2-07-012348-3)

### Article
- Jelle Koopmans, « La tradition des pronostications », dans Éditer et traduire Rabelais à travers les âges, Amsterdam et Atlanta, Rodopi, coll. « Faux-titre / études de langue et littérature françaises » (no 127), 1997, 247 p. (ISBN 90-420-0178-X), p. 35-65
- Nicolas Le Cadet, « Les rééditions de la Pantagrueline Prognostication et le tissage énonciatif chez Rabelais », dans Études rabelaisiennes, t. XLVI, Genève, Droz, coll. « Travaux d'humanisme et Renaissance » (no 437), 2008, 136 p. (ISBN 978-2-600-01206-5), p. 115-136